# Иклаина
Иклаина (греч. Ίκλαινα) — историческая деревня в общинной единице Пилос (Месиния, Греция). Она расположена среди невысоких холмов, примерно в 10 км к северо-востоку от города Пилос. На её территории были выявлены археологические объекты и артефакты периода позднего бронзового века (ок. 1600—1100 гг. до н. э.) в результате раскопок и поверхностных исследований, проведённых Афинским археологическим обществом и Университетом Миссури-Сент-Луис под руководством профессора Майкла Космопулоса. Находки археологов включают в себя ранний микенский дворец, гигантские стены террас, фрески, усовершенствованную дренажную систему и глиняную табличку 1450—1350 гг. до н. э., демонстрирующую ранний пример линейного письма Б. В Иклаине также представлены позднеклассический и византийский периоды.
Венецианцы называли город Никлена.

## Археологические исследования
Систематические раскопки в Иклаине начались в 2006 году после исследований, которые проводились в предыдущие пять лет. Археологи обнаружили жилые здания, датируемые концом периода MH/, началом периода LH и периодом LK I/II.
Открытие большой террасы (23 на 8 метров), построенной в циклопической системе зданий с использованием массивных каменных блоков, оказалось особенно важным. «Циклопическая терраса», как её назвали, поддерживала большое здание типа мегарон (возможно, двух- или даже трёхэтажное). Хотя это здание было частично разрушено, раскопки выявили некоторые из его сохранившихся частей и определили его архитектурную форму: это был комплекс строений, состоящий из трёх пристроек, расположенных вокруг центрального прямоугольного двора. Найденные артефакты доказывают, что последней временной фазой этого здания был период LH IIIA2, то есть около 1330 года до н. э..
Во время раскопок 2009 года было обнаружено более 2500 фрагментов настенной живописи. Среди них выделяются изображение корабля с тремя человеческими фигурами и дельфинами, а также процессии, состоящие из женских фигур.
Этот комплекс строений на циклопической террасе был полностью разрушен в период LH IIIA2 и больше никогда не реконструировался. Последующие строительные работы осуществлялась в северной части селения, где был построен так называемый Мегарон Γ, у которого было как минимум 3 комнаты и портик. Были также найдены очаг и кладовые. В строениях с южной стороны также были обнаружены детали сложной канализационной системы.
Самое важное открытие, однако, было сделано на свалке рядом с центральной канализацией, которая содержала обгоревшие осколки. Там был обнаружен фрагмент таблички с линейным письмом Б, которая была исписана с обеих сторон. Эта табличка датируется периодом LHIIB-IIIA1, то есть около 1450—1400 гг. до н. э., что делает её самой древней микенской табличкой в материковой Греции.
Кроме того, во время раскопок 2012 года был обнаружен алтарь под открытым небом, также уникальный для этого периода и для материковой Греции в целом. Другой важной находкой того же периода раскопок было большое прямоугольное здание (строение X), перед которым проходила мощёная улица исключительно сложной конструкции, возможно, процессионная дорога, которая вела от домов поселения к комплексу «Циклопической террасы».
На основе имеющихся данных было выдвинуто предположение, что Иклаина была сильным микенским центром в период LH IIB/ IIIA1. Крупные комплексы строение, богатые находки, изысканный вкус и высокий уровень технических знаний жителей, свидетельствуют о том, что Иклаина могла быть столицей маленького независимого государственного образования, схлестнувшегося с соседним государством с центром в дворце Нестора, которое в итоге подчинило себе Иклаину и сделало её всего лишь центром одной из своих провинций.
Окончательное разрушение древнего селения, похоже, произошло около 1200 г. до н. э.

## Динамика населения
| Год  | Население |
| ---- | --------- |
| 1981 | 352       |
| 1991 | 342       |
| 2001 | 361       |
| 2011 | 313       |